# Capraita texana
Capraita texana är en skalbaggsart som först beskrevs av George Robert Crotch 1873.  Capraita texana ingår i släktet Capraita och familjen bladbaggar. Inga underarter finns listade i Catalogue of Life.